# Coppa CEV 2016-2017 (femminile)
La Coppa CEV 2016-2017 si è svolta dal 13 dicembre 2016 al 15 aprile 2017: al torneo hanno partecipato trentasei squadre di club europee e la vittoria finale è andata per la prima volta alla Dinamo-Kazan.

## Regolamento
Le squadre hanno disputato trentaduesimi di finale (a cui si sono aggiunte due squadre provenienti dalla Champions League 2016-17), sedicesimi di finale (a cui si sono aggiunte otto squadre provenienti dalla Champions League 2016-17), ottavi di finale (a cui si sono aggiunte quattro squadre provenienti dalla Champions League 2016-17), quarti di finale, semifinali e finale, tutte giocate con gare di andata e ritorno (coi punteggi di 3-0 e 3-1 sono stati assegnati 3 punti alla squadra vincente e 0 a quella perdente, col punteggio di 3-2 sono stati assegnati 2 punti alla squadra vincente e 1 a quella perdente; in caso di parità di punti dopo le due partite è stato disputato un golden set).

## Squadre partecipanti
| - Tirol - VDK Gent - Minčanka - Jedinstvo Brčko - Marica - HAOK Mladost - Kohila - HPK Naiset - Viesti Salo | - Béziers - RC Cannes - Saint-Cloud Paris SF - MTV Stoccarda - Vilsbiburg - Thīras - Hapoël Kfar Saba - Maccabi Haifa - Casalmaggiore | - Busto Arsizio - Drita - Luka Bar - Eurosped - Budowlani Łódź - Olomouc - Prostějov - Târgoviște - Dinamo-Kazan | - Jedinstvo Stara Pazova - Vizura - Branik - Kamnik - Düdingen - Franches-Montagnes - Galatasaray - Chimik - Békéscsabai |

## Torneo

### Trentaduesimi di finale

#### Andata
| 15 dicembre 2016 Forum Biwi, Rossemaison Durata: 1h:11 - Spettatori: 930             | Franches-Montagnes   | 3 - 0 | Drita                  | 25-18, 25-14, 25-16        |
| 13 dicembre 2016 Universitätssporthalle, Innsbruck Durata: 1h:36 - Spettatori: 300   | Tirol                | 3 - 1 | Luka Bar               | 22-25, 25-19, 25-15, 25-20 |
| 14 dicembre 2016 IISPA Almelo, Almelo Durata: 1h:18 - Spettatori: 423                | Eurosped             | 0 - 3 | Olomouc                | 22-25, 21-25, 20-25        |
| 14 dicembre 2016 Ballsporthalle, Vilsbiburg Durata: 1h:56 - Spettatori: 703          | Vilsbiburg           | 3 - 1 | Jedinstvo Stara Pazova | 29-27, 22-25, 25-16, 25-20 |
| 15 dicembre 2016 PalaYamamay, Busto Arsizio Durata: 1h:41 - Spettatori: 1 550        | Busto Arsizio        | 3 - 1 | VDK Gent               | 25-27, 25-19, 25-21, 25-17 |
| 14 dicembre 2016 Dom odbojke Bojan Stranić, Zagabria Durata: 1h:19 - Spettatori: 600 | HAOK Mladost         | 0 - 3 | Viesti Salo            | 21-25, 21-25, 25-16        |
| 14 dicembre 2016 Salle Charléty, Parigi Durata: 1h:18 - Spettatori: 1 100            | Saint-Cloud Paris SF | 0 - 3 | Branik                 | 22-25, 21-25, 19-25        |
| 14 dicembre 2016 Green Hall, Kfar Saba Durata: 1h:23 - Spettatori: 400               | Hapoël Kfar Saba     | 3 - 0 | Thīras                 | 25-19, 25-22, 25-21        |

#### Ritorno
| 22 dicembre 2016 Palestra Selishta-Petriti, Gjilan Durata: 1h:06 - Spettatori: 600      | Drita                  | 0 - 3 | Franches-Montagnes   | 12-25, 22-25, 12-25                          |
| 21 dicembre 2016 Sportska dvorana Topolica, Antivari Durata: 1h:51 - Spettatori: 250    | Luka Bar               | 3 - 1 | Tirol                | 25-23, 13-25, 25-17, 25-18 Golden set: 15-10 |
| 21 dicembre 2016 Univerzita Palackého, Olomouc Durata: 1h:12 - Spettatori: 300          | Olomouc                | 3 - 0 | Eurosped             | 25-16, 25-18, 25-20                          |
| 21 dicembre 2016 Hala Sportova, Stara Pazova Durata: 1h:26 - Spettatori: 900            | Jedinstvo Stara Pazova | 3 - 0 | Vilsbiburg           | 25-17, 25-21, 25-11 Golden set: 18-16        |
| 21 dicembre 2016 Edugo Topsporthal, Gand Durata: 1h:14 - Spettatori: 524                | VDK Gent               | 0 - 3 | Busto Arsizio        | 19-25, 20-25, 22-25                          |
| 21 dicembre 2016 Salohalli, Salo Durata: 1h:25 - Spettatori: 512                        | Viesti Salo            | 3 - 0 | HAOK Mladost         | 25-21, 26-24, 25-19                          |
| 21 dicembre 2016 Športna Dvorana Ljudski Vrt, Maribor Durata: 1h:34 - Spettatori: 200   | Branik                 | 3 - 1 | Saint-Cloud Paris SF | 20-25, 25-22, 25-15, 25-14                   |
| 21 dicembre 2016 Dappos-Dimotikos Athlitikos, Santorini Durata: 2h:05 - Spettatori: 750 | Thīras                 | 2 - 3 | Hapoël Kfar Saba     | 24-26, 25-23, 19-25, 25-18, 11-15            |

#### Squadre qualificate
- Viesti Salo
- Hapoël Kfar Saba
- Busto Arsizio
- Luka Bar
- Olomouc
- Jedinstvo Stara Pazova
- Branik
- Franches-Montagnes

### Sedicesimi di finale

#### Andata
| 12 gennaio 2017 Salohalli, Salo Durata: 1h:21 - Spettatori: 527                         | Viesti Salo            | 0 - 3 | HPK Naiset      | 20-25, 21-25, 20-25               |
| 12 gennaio 2017 PalaYamamay, Busto Arsizio Durata: 1h:35 - Spettatori: 1 025            | Busto Arsizio          | 3 - 1 | Marica          | 25-13, 23-25, 25-15, 25-16        |
| 11 gennaio 2017 Hala Sportova, Stara Pazova Durata: 1h:33 - Spettatori: 700             | Jedinstvo Stara Pazova | 1 - 3 | Békéscsabai     | 17-25, 25-12, 16-25, 15-25        |
| 12 gennaio 2017 PalaRadi, Cremona Durata: 1h:06 - Spettatori: 2 294                     | Casalmaggiore          | 3 - 0 | Maccabi Haifa   | 25-20, 25-18, 25-13               |
| 12 gennaio 2017 Športna Dvorana Ljudski Vrt, Maribor Durata: 1h:58 - Spettatori: 500    | Branik                 | 3 - 1 | Kamnik          | 25-21, 21-25, 26-24, 25-20        |
| 12 gennaio 2017 Green Hall, Kfar Saba Durata: 1h:24 - Spettatori: 350                   | Hapoël Kfar Saba       | 3 - 0 | Jedinstvo Brčko | 25-17, 25-17, 25-21               |
| 11 gennaio 2017 SCHARRena, Stoccarda Durata: 1h:06 - Spettatori: 1 050                  | MTV Stoccarda          | 3 - 0 | Kohila          | 25-13, 25-17, 25-12               |
| 11 gennaio 2017 Sala Polivalentă, Târgoviște Durata: 2h:14 - Spettatori: 1 500          | Târgoviște             | 2 - 3 | Chimik          | 25-22, 25-11, 22-25, 24-26, 14-16 |
| 12 gennaio 2017 Forum Biwi, Rossemaison Durata: 1h:38 - Spettatori: 770                 | Franches-Montagnes     | 1 - 3 | Galatasaray     | 25-23, 15-25, 17-25, 13-25        |
| 11 gennaio 2017 Univerzita Palackého, Olomouc Durata: 1h:14 - Spettatori: 530           | Olomouc                | 0 - 3 | Dinamo-Kazan    | 16-25, 16-25, 16-25               |
| 11 gennaio 2017 Sportska dvorana Topolica, Antivari Durata: 1h:08 - Spettatori: 250     | Luka Bar               | 0 - 3 | Budowlani Łódź  | 15-25, 14-25, 22-25               |
| 11 gennaio 2017 Halle Omnisport Saint-Léonard, Friburgo Durata: 1h:48 - Spettatori: 752 | Düdingen               | 1 - 3 | Béziers         | 25-23, 19-25, 21-25, 26-28        |

#### Ritorno
| 25 gennaio 2017 Elenia Areena, Hämeenlinna Durata: 1h:18 - Spettatori: 582                | HPK Naiset      | 3 - 0 | Viesti Salo            | 25-21, 25-19, 25-18                         |
| 25 gennaio 2017 Kolodruma, Plovdiv Durata: 2h:16 - Spettatori: 2 950                      | Marica          | 3 - 2 | Busto Arsizio          | 16-25, 26-24, 23-25, 25-23, 17-15           |
| 25 gennaio 2017 Városi Sportcsarnok, Békéscsaba Durata: 1h:58 - Spettatori: 1 600         | Békéscsabai     | 3 - 2 | Jedinstvo Stara Pazova | 25-11, 21-25, 25-20, 23-25, 15-10           |
| 26 gennaio 2017 Romema Sports Arena, Haifa Durata: 1h:10 - Spettatori: 400                | Maccabi Haifa   | 0 - 3 | Casalmaggiore          | 21-25, 15-25, 19-25                         |
| 26 gennaio 2017 Hala Tivoli, Lubiana Durata: 1h:18 - Spettatori: 800                      | Kamnik          | 0 - 3 | Branik                 | 21-25, 15-25, 16-25                         |
| 25 gennaio 2017 Sportska Dvorana Magnet, Brčko Durata: 1h:54 - Spettatori: 750            | Jedinstvo Brčko | 3 - 1 | Hapoël Kfar Saba       | 15-25, 25-20, 25-23, 25-22 Golden set: 15-8 |
| 25 gennaio 2017 Audentes Sports Hall, Tallinn Durata: 0h:57 - Spettatori: 200             | Kohila          | 0 - 3 | MTV Stoccarda          | 10-25, 21-25, 14-25                         |
| 26 gennaio 2017 FSK Olymp, Južne Durata: 2h:12 - Spettatori: 600                          | Chimik          | 3 - 2 | Târgoviște             | 25-16, 26-24, 23-25, 22-25, 15-13           |
| 24 gennaio 2017 Burhan Felek Spor Salonu, Istanbul Durata: 1h:09 - Spettatori: 300        | Galatasaray     | 3 - 0 | Franches-Montagnes     | 25-14, 25-23, 25-16                         |
| 26 gennaio 2017 Centr volejbola Sankt-Peterburg, Kazan' Durata: 1h:07 - Spettatori: 1 000 | Dinamo-Kazan    | 3 - 0 | Olomouc                | 25-11, 25-16, 26-16                         |
| 25 gennaio 2017 Atlas Arena, Łódź Durata: 1h:05 - Spettatori: 1 150                       | Budowlani Łódź  | 3 - 0 | Luka Bar               | 25-9, 25-14, 25-17                          |
| 24 gennaio 2017 Halle du Four a Chaux, Béziers Durata: 1h:24 - Spettatori: 870            | Béziers         | 3 - 0 | Düdingen               | 25-23, 25-23, 25-21                         |

#### Squadre qualificate
| - Jedinstvo Brčko - Béziers - HPK Naiset - MTV Stoccarda - Busto Arsizio - Casalmaggiore | - Budowlani Łódź - Dinamo-Kazan - Branik - Galatasaray - Chimik - Békéscsabai |

### Ottavi di finale

#### Andata
| 7 febbraio 2017 Városi Sportcsarnok, Békéscsaba Durata: 1h:42 - Spettatori: 2 200         | Békéscsabai    | 3 - 1 | Béziers         | 23-25, 25-10, 25-13, 25-23 |
| 8 febbraio 2017 PalaYamamay, Busto Arsizio Durata: 1h:20 - Spettatori: 1 000              | Busto Arsizio  | 3 - 0 | Minčanka        | 25-17, 25-16, 25-17        |
| 8 febbraio 2017 PalaRadi, Cremona Durata: 1h:07 - Spettatori: 1 733                       | Casalmaggiore  | 3 - 0 | HPK Naiset      | 25-18, 25-18, 25-17        |
| 8 febbraio 2017 SCHARRena, Stoccarda Durata: 1h:21 - Spettatori: 1 100                    | MTV Stoccarda  | 3 - 0 | Prostějov       | 25-16, 25-17, 25-14        |
| 7 febbraio 2017 Burhan Felek Spor Salonu, Istanbul Durata: 1h:08 - Spettatori: 300        | Galatasaray    | 3 - 0 | Branik          | 25-23, 25-19, 25-15        |
| 8 febbraio 2017 Atlas Arena, Łódź Durata: 1h:18 - Spettatori: 3 250                       | Budowlani Łódź | 3 - 0 | RC Cannes       | 25-20, 26-24, 25-18        |
| 8 febbraio 2017 Centr volejbola Sankt-Peterburg, Kazan' Durata: 1h:03 - Spettatori: 1 050 | Dinamo-Kazan   | 3 - 0 | Jedinstvo Brčko | 25-12, 25-11, 25-17        |
| 7 febbraio 2017 FSK Olymp, Južne Durata: - - Spettatori: -                                | Chimik         | N.D.  | Vizura          | -                          |

#### Ritorno
| 21 febbraio 2017 Halle du Four a Chaux, Béziers Durata: 1h:39 - Spettatori: 850       | Béziers         | 1 - 3 | Békéscsabai    | 23-25, 25-18, 22-25, 9-25         |
| 22 febbraio 2017 Falcon Club Arena, Minsk Durata: 2h:09 - Spettatori: 350             | Minčanka        | 3 - 2 | Busto Arsizio  | 25-22, 22-25, 25-21, 24-26, 15-10 |
| 22 febbraio 2017 Elenia Areena, Hämeenlinna Durata: 1h:50 - Spettatori: 1 070         | HPK Naiset      | 2 - 3 | Casalmaggiore  | 16-25, 21-25, 25-15, 27-25, 12-15 |
| 22 febbraio 2017 Sport Centrum, Prostějov Durata: 1h:54 - Spettatori: 650             | Prostějov       | 2 - 3 | MTV Stoccarda  | 25-19, 21-25, 25-22, 17-25, 9-15  |
| 23 febbraio 2017 Športna Dvorana Ljudski Vrt, Maribor Durata: 2h:04 - Spettatori: 600 | Branik          | 3 - 2 | Galatasaray    | 14-25, 25-23, 20-25, 25-21, 15-9  |
| 22 febbraio 2017 Palais des Victoires, Cannes Durata: 2h:05 - Spettatori: 825         | RC Cannes       | 3 - 2 | Budowlani Łódź | 25-20, 23-25, 28-30, 25-13, 15-13 |
| 22 febbraio 2017 Sportska Dvorana Magnet, Brčko Durata: 1h:06 - Spettatori: 800       | Jedinstvo Brčko | 0 - 3 | Dinamo-Kazan   | 14-25, 12-25, 19-25               |
| 23 febbraio 2017 Sportska Dvorana Magnet, Brčko Durata: 1h:57 - Spettatori: ?         | Vizura          | 3 - 2 | Chimik         | 25-14, 23-25, 23-25, 25-20, 15-8  |

#### Squadre qualificate
- MTV Stoccarda
- Busto Arsizio
- Casalmaggiore
- Budowlani Łódź
- Dinamo-Kazan
- Vizura
- Galatasaray
- Békéscsabai

### Quarti di finale

#### Andata
| 7 marzo 2017 Városi Sportcsarnok, Békéscsaba Durata: 1h:46 - Spettatori: 1 850         | Békéscsabai   | 1 - 3 | Busto Arsizio  | 23-25, 28-26, 14-25, 19-25        |
| 7 marzo 2017 SCHARRena, Stoccarda Durata: 1h:01 - Spettatori: 1 300                    | MTV Stoccarda | 2 - 3 | Casalmaggiore  | 19-25, 19-25, 25-22, 25-21, 12-15 |
| 8 marzo 2017 Burhan Felek Spor Salonu, Istanbul Durata: 1h:36 - Spettatori: 300        | Galatasaray   | 3 - 1 | Budowlani Łódź | 25-15, 25-27, 25-14, 25-17        |
| 7 marzo 2017 Centr volejbola Sankt-Peterburg, Kazan' Durata: 1h:08 - Spettatori: 1 043 | Dinamo-Kazan  | 3 - 0 | Vizura         | 25-8, 25-23, 25-12                |

#### Ritorno
| 15 marzo 2017 PalaYamamay, Busto Arsizio Durata: 1h:12 - Spettatori: 1 200  | Busto Arsizio  | 3 - 0 | Békéscsabai   | 25-20, 25-8, 25-22  |
| 15 marzo 2017 PalaRadi, Cremona Durata: 1h:18 - Spettatori: 1 965           | Casalmaggiore  | 3 - 0 | MTV Stoccarda | 25-22, 25-14, 26-24 |
| 15 marzo 2017 Atlas Arena, Łódź Durata: 1h:20 - Spettatori: 2 500           | Budowlani Łódź | 0 - 3 | Galatasaray   | 23-25, 18-25, 17-25 |
| 15 marzo 2017 Šumice Sport Center, Belgrado Durata: 1h:20 - Spettatori: 950 | Vizura         | 0 - 3 | Dinamo-Kazan  | 14-25, 16-25, 16-25 |

#### Squadre qualificate
- Busto Arsizio
- Casalmaggiore
- Galatasaray
- Dinamo-Kazan

### Semifinali

#### Andata
| 28 marzo 2017 PalaRadi, Cremona Durata: 1h:33 - Spettatori: 2 917                  | Casalmaggiore | 0 - 3 | Busto Arsizio | 22-25, 20-25, 27-25 |
| 28 marzo 2017 Burhan Felek Spor Salonu, Istanbul Durata: 1h:29 - Spettatori: 1 000 | Galatasaray   | 3 - 0 | Dinamo-Kazan  | 25-23, 27-25, 25-13 |

#### Ritorno
| 1º aprile 2017 PalaYamamay, Busto Arsizio Durata: 2h:09 - Spettatori: 2 600             | Busto Arsizio | 3 - 2 | Casalmaggiore | 23-25, 23-25, 25-23, 29-27, 15-9      |
| 2 aprile 2017 Centr volejbola Sankt-Peterburg, Kazan' Durata: 1h:33 - Spettatori: 1 650 | Dinamo-Kazan  | 3 - 0 | Galatasaray   | 25-18, 25-20, 25-18 Golden set: 15-11 |

#### Squadre qualificate
- Busto Arsizio
- Dinamo-Kazan

### Finale

#### Andata
| 11 aprile 2017 Centr volejbola Sankt-Peterburg, Kazan' Durata: 1h:58 - Spettatori: 2 000 | Dinamo-Kazan | 3 - 1 | Busto Arsizio | 25-18, 25-22, 20-25, 25-22 |

#### Ritorno
| 15 aprile 2017 PalaYamamay, Busto Arsizio Durata: 2h:06 - Spettatori: 3 483 | Busto Arsizio | 2 - 3 | Dinamo-Kazan | 25-23, 25-16, 12-25, 21-25, 12-25 |

#### Squadra campione
- Dinamo-Kazan